# Lethrus mikitovae
Lethrus mikitovae là một loài bọ cánh cứng trong họ Geotrupidae. Loài này được Nikolajev & Shukronajev miêu tả khoa học năm 1989.